# Grisolles (Aisne)
Grisolles és un municipi francès situat al departament de l'Aisne i a la regió dels Alts de França. L'any 2007 tenia 200 habitants.

## Demografia

### Població
El 2007 la població de fet de Grisolles era de 200 persones. Hi havia 67 famílies de les quals 8 eren unipersonals (8 dones vivint soles i 8 dones vivint soles), 21 parelles sense fills i 38 parelles amb fills.
La població ha evolucionat segons el següent gràfic:
Habitants censats

### Habitatges
El 2007 hi havia 79 habitatges, 66 eren l'habitatge principal de la família, 8 eren segones residències i 4 estaven desocupats. Tots els 75 habitatges eren cases. Dels 66 habitatges principals, 62 estaven ocupats pels seus propietaris i 4 estaven llogats i ocupats pels llogaters; 5 tenien tres cambres, 17 en tenien quatre i 44 en tenien cinc o més. 43 habitatges disposaven pel capbaix d'una plaça de pàrquing. A 31 habitatges hi havia un automòbil i a 29 n'hi havia dos o més.

### Piràmide de població
La piràmide de població per edats i sexe el 2009 era:
| Homes | Edats   | Dones |
| ----- | ------- | ----- |
| 0     | 95 o +  | 0     |
| 0     | 90 a 94 | 0     |
| 4     | 85 a 89 | 0     |
| 4     | 80 a 84 | 0     |
| 0     | 75 a 79 | 8     |
| 0     | 70 a 74 | 0     |
| 0     | 65 a 69 | 0     |
| 4     | 60 a 64 | 4     |
| 4     | 55 a 59 | 0     |
| 12    | 50 a 54 | 4     |
| 4     | 45 a 49 | 4     |
| 0     | 40 a 44 | 12    |
| 0     | 35 a 39 | 4     |
| 12    | 30 a 34 | 4     |
| 0     | 25 a 29 | 8     |
| 8     | 20 a 24 | 12    |
| 4     | 15 a 19 | 4     |
| 8     | 10 a 14 | 0     |
| 4     | 5 a 9   | 8     |
| 4     | 0 a 4   | 0     |

## Economia
El 2007 la població en edat de treballar era de 117 persones, 97 eren actives i 20 eren inactives. De les 97 persones actives 87 estaven ocupades (48 homes i 39 dones) i 10 estaven aturades (4 homes i 6 dones). De les 20 persones inactives 3 estaven jubilades, 8 estaven estudiant i 9 estaven classificades com a «altres inactius».

### Ingressos
El 2009 a Grisolles hi havia 66 unitats fiscals que integraven 183 persones, la mediana anual d'ingressos fiscals per persona era de 16.652 €.

### Activitats econòmiques
Dels 4 establiments que hi havia el 2007, 1 era d'una empresa de fabricació d'altres productes industrials i 3 d'empreses de comerç i reparació d'automòbils.
L'únic establiment comercial que hi havia el 2009 era una carnisseria.
L'any 2000 a Grisolles hi havia 4 explotacions agrícoles que ocupaven un total de 832 hectàrees.

## Poblacions més properes
El següent diagrama mostra les poblacions més properes.